# Lago Christie
El lago Christie es un cuerpo de agua léntico ubicado a una altitud de 520 m en la Región de Aysén al sur oeste de la cordillera de la Concepción, que lo separa del argentino lago Nansen. Su emisario es el río Pérez que lleva sus aguas al río Mayer y así sucesivamente hasta el río Pascua.: 212 

## Ubicación y características
Su espejo de agua cubre un área de 12,5 km² y un eje mayor de 12 km y por su lado oriental le tributa un emisario del lago Riñón.: 590 

## Historia
Luis Risopatrón lo describe en su Diccionario Jeográfico de Chile de 1924:
Christie (Lago) 48° 09’ 72° 33’. De mediana estension, se encuentra a 520 m de altitud, al pié SW de la cordillera de La Concepción i desagua por el rio Pérez, al codo del rio Mayer, del lago de San Martin. 134; i 156.

## Población, economía y ecología
SERNATUR lo describe como:: 45 
Lago cordillerano próximo al límite con Argentina. Forma parte de una sucesión de lagos, actualmente con acceso restringido a los meses de verano. Su atractivo radica en el entorno natural, la disponibilidad de recursos para la pesca recreativa y su ubicación en una antigua ruta de troperos, pioneros y pobladores, utilizada antes de la existencia del camino austral y que actualmente puede ponerse en valor para su uso turístico.